# Шалон (Изер)
Шалон (фр. Châlons) је насељено место у Француској у региону Рона-Алпи, у департману Изер.
По подацима из 2011. године у општини је живело 163 становника, а густина насељености је износила 31,35 становника/km².

## Демографија
| 1962. | 1968. | 1975. | 1982. | 1990. | 2011. |
| ----- | ----- | ----- | ----- | ----- | ----- |
| 63    | 55    | 61    | 134   | 163   | 163   |